# Eclissi solare del 23 settembre 2090
L'Eclissi solare del 23 settembre 2090, di tipo totale, è un evento astronomico che avrà luogo il suddetto giorno con centralità attorno alle ore 16:56 UTC.
L'eclissi avrà un'ampiezza massima di 463 chilometri e una durata di 3 minuti e 36 secondi.  L'evento attraverserà sud America, Europa, Asia e Africa.

## Percorso e visibilità
Questa eclissi sarà la prima eclissi solare totale visibile dalla Gran Bretagna dall'11 agosto 1999 la prima visibile dall'Irlanda dal 22 maggio 1724. La totalità sarà visibile nel sud della Groenlandia, Valentia, West Cork, Poole, Newquay, Plymouth, Southampton e l'Isola di Wight; un sole parzialmente eclissato sarà visibile a Birmingham, Londra, Exeter, Cardiff, Belfast, Dublino, Weston Super Mare, Bristol e Oxford.

## Eclissi correlate

### Eclissi solari 2087 - 2090
Questa eclissi è un membro di una serie semestrale. Un'eclissi in una serie semestrale di eclissi solari si ripete approssimativamente ogni 177 giorni e 4 ore (un semestre) in nodi alternati dell'orbita della Luna.